# حسن حمدان (ممثل)
حسن حمدان هو ممثل ومؤلف وممثل صوت لبناني.

## عن حياته
له العديد من الأعمال التلفزيونية وله مشاركات في دوبلاج الرسوم المتحركة .

## فيلموغرافيا

### أفلام
- عالخط - + تأليف (قصير). 2011

### تلفاز
- درب الياسمين. 2015
- عين الجوزة. 2015
- سنعود بعد قليل. 2013
- الغالبون. 2011
- متر ندى - ياسر عرموني. 2010
- بين الحب والتراب - بسامز 2009
- حلم آذار. 2006
- رجل من الماضي. 2004
- صارت معي. 2003
- تمر حنة - معلم نخلة. 2001
- طريق الخير. 1998
- نادي اللغة العربية. 1998
- طريق الشوك. 1997
- السهام الجارحة. 1995
- بو مرزوق. 1992
- فردوس الكلمات. 1987
- قدر. 2020

### أدوار الدبلجة
- أصحاب الكهف
- آليس في بلاد العجائب (فيلم 1951) - شيشاير كات (النسخة العربية الفصحى)
- ثانوية الاستخبارات
- مريم المقدسة
- من ألف ليلة وليلة
- أبطال النينجا(المعلم سبلينتر) (النسخة العربية الفصحى)
- مستر مان شو - سعيد، الراوي (الموسم الثاني)، متذمر (الموسم الثاني)، مازح (الموسم الثاني)، جريء (الموسم الثاني)، صغير (الموسم الثاني)
- مونكي كيد - مونكي كينج

## وصلات خارجية
- حسن حمدان على موقع IMDb (الإنجليزية)
- حسن حمدان على موقع قاعدة بيانات الأفلام العربية
- حسن حمدان  على فيسبوك.